# Daan Hoole
Daan Hoole (ur. 22 lutego 1999 w Zuidland) – holenderski kolarz szosowy.

## Osiągnięcia
Opracowano na podstawie:

2016
- 3. miejsce w Sint-Martinusprijs Kontich
  - 1. miejsce w klasyfikacji młodzieżowej
  - 1. miejsce na 1. etapie (jazda drużynowa na czas)

2017
- 3. miejsce w Nokere Koerse juniorów
- 2. miejsce w Paryż-Roubaix juniorów
- 3. miejsce w Trofeo Karlsberg
- 3. miejsce w mistrzostwach Holandii juniorów (jazda indywidualna na czas)
- 2. miejsce w Menen-Kemmel-Menen
- 3. miejsce w Route des Géants

2018
- 3. miejsce w mistrzostwach Holandii U23 (jazda indywidualna na czas)

2019
- 1. miejsce w mistrzostwach Holandii U23 (jazda indywidualna na czas)

2020
- 3. miejsce w Orlen Wyścigu Narodów
  - 1. miejsce na 1. etapie (jazda drużynowa na czas)

2021
- 1. miejsce w Coppa della Pace
- 1. miejsce na 2. etapie Tour de l’Avenir (jazda drużynowa na czas)
- 2. miejsce w Flanders Tomorrow Tour
- 3. miejsce w mistrzostwach Europy U23 (jazda indywidualna na czas)

2022
- 3. miejsce w mistrzostwach Holandii (jazda indywidualna na czas)
- 2. miejsce w mistrzostwach Holandii (start wspólny)

## Rankingi
| Rok             | 2018  | 2019 | 2020 | 2021 | 2022 | 2023 |
| --------------- | ----- | ---- | ---- | ---- | ---- | ---- |
| World Ranking   | 1988. | 925. | 732. | 355. | 457. | 533. |
| UCI Europe Tour | 1327. | 672. | 587. | 297. | 363. | -    |
|                 |       |      |      |      |      |      |
| Źródło: UCI     |       |      |      |      |      |      |